# 도게시타역
도게시타역(일본어: 峠下駅)은 일본 홋카이도 루모이시에 위치한 홋카이도 여객철도 루모이 본선의 철도역이다. 상대식 승강장 2면 2선의 구조를 갖춘 지상역이다.

## 이용 현황
- 1981년도 : 18명
- 1992년도 : 4명

## 역 주변
- 국도 제233호선
- 루모이 강

## 역사
- 1910년 11월 23일 : 일본국유철도 루모이 선 후카가와 역 - 루모이 역 간 개통에 수반해 개업. 일반역.
- 1931년 10월 10일 : 선로명을 루모이 본선으로 개칭, 그것에 수반해 이 선의 역으로 한다.
- 1977년 5월 25일 : 화물 취급 폐지.
- 1984년 2월 1일 : 소화물 취급 폐지. 동시에 출찰 · 개찰 업무를 정지해, 폐색 취급의 역원만 근무하는 무인역으로 한다.
- 1987년 4월 1일 : 일본국유철도 분할 민영화에 의해, 홋카이도 여객철도가 승계.
- 1997년 4월 1일 : 선로명을 루모이 본선으로 개칭, 그것에 수반해 이 선의 역으로 한다.
- 1998년 3월 : 태블릿 폐색부터 특수 자동 폐색에 수반해 완전 무인화.
- 2023년 4월 1일: 폐역.

## 인접 역
| 홋카이도 여객철도 루모이 본선 | 홋카이도 여객철도 루모이 본선 | 홋카이도 여객철도 루모이 본선 |
| ----------------------------- | ----------------------------- | ----------------------------- |
| 에비시마 후카가와 방면        | 루모이 본선                   | 호로누카 마시케 방면          |